# Александр диакон
Диакон Александр (1674/1675, Нерехта — 21 марта 1720, Нижний Новгород) — российский старообрядец XVIII века, основатель диаконовского согласия.

## Биография
Родился в 1674/1675 году и был родом из нерехтских посадских людей, служил диаконом в церкви Владимирской иконы Божией Матери в Нерехтском женском монастыре.
Мучимый разными сомнениями, на которые окружающие не могли дать ему разъяснения, страстно желая узнать истину, он бросил место, распродал в 1703 году всё своё имущество и ушёл к старообрядцам в Чернораменские леса Нижегородской губернии.
Александр жил во многих скитах на послушании у старцев, в 1709 году пострижен в монахи, а в следующем году был уже настоятелем скита.
Споры, возникшие в это время между раскольниками о мире и каждении, в которых дьякон Александр принимал живое участие, были поводом к образованию согласия «дьяконовцев», или «новокадильников». В 1716—1719 годах Александр Дьякон выступил с «ответами» против известного Питирима, преследовавшего раскол в пределах Нижегородской губернии, и защищал в них воззрения своих единомышленников.  1 января 1716 года Питирим послал керженским старообрядцам 130 вопросов и потребовал на них ответа с объяснением, почему они отделились от Церкви. Александр диакон и его последователи 16 августа 1716 послали в свою очередь послали Питириму 240 вопросов, в них они старались продемонстрировать противоречивость церковной реформы. Переписка Александра диакона  с Питиримом продолжалась почти 3 года. В конце сентября 1719 года «Диаконовские ответы» были поданы Питириму, а 1 октября в селе Пафнутове Дрюковской волости Балахнинского уезда состоялось «публичное разглагольство», призванное продемонстрировать победу Питирима. В конце «разглагольства» Питирим передал диаконовцам ответы на их 240 вопросов, а диаконовцы вручили Питириму «Доношение», с подписями Александра диакона и старцев Иосифа, Нафанаила и Варсонофия. В нём они просили о присоединении их к православной Церкви и отказывались от утверждений, содержащихся в «Диаконовских ответах». 
Вскоре обстоятельства проведения «публичного разглагольства» и подписания «Доношения» раскрыл сам Александр диакон. Уехав в Санкт-Петербург, он 18 февраля 1720 года подал Петру I «Прошение». Там он объяснял, что текст «Доношения» был написан самим  Питиримом и он заставил диаконовцев «переписать набело и, приложа руки, подать перед народом... И мы, убогия, во узах истомленныя, убоявся от него, епископа, больших мук... руки своя приложили не правильно». Уезжая в Санкт-Петербург, Александр диакон знал, что отправляется на верную смерть. Перед этим он оставил в скитах «Исповедание веры»,  в нём рассказано, как Питирим перед «разглагольством» держал Александра и его сторонников в тюрьме «под великим страхом и за крепким караулом», что «Диаконовские ответы» были поданы Питириму ещё в заключении, и как в это время Питирим вынудил старообрядцев подписать «Доношение». При подаче «Прошения» Петру Александр диакон был арестован по обвинению в том, что «Прошение» было составлено им единолично, без совета скита. 12 февраля 1720 года Александр Дьякон подвергся допросу, посажен в Петропавловскую крепость. В течение 2 недель его пытали и требовали назвать сообщников, но он никого не выдал. 4 марта 1720 года Александр диакон был возвращён в Нижний Новгород где 21 марта за клятвопреступление был казнен отсечением головы, а тело его было сожжено на костре и пепел выброшен в Волгу.
Оставленные им сочинения, «Духовное завещание» и так называемые «новокадильнические» сочинения, сохранились в рукописях, но напечатаны не были.